# 陳繹嵐
陳繹嵐（原名陳寶芬，又名陳嘉容，1975年8月18日—），祖籍廣東中山，生於香港，香港著名模特兒。
陳繹嵐於香港聖瑪加利女書院畢業後本打算投考警察，後於1994年透過其姊朋友介紹而成為模特兒。她曾為多個國際時裝品牌時裝表演擔任模特兒，其模特兒代理為Icon Models（原稱Look Models），其前男朋友是香港著名髮型師郭子輝。
2004年，陳繹嵐發現卵巢患有良性腫瘤，其後接受手術割除。2006年10月，她為無綫電視主持旅遊飲食節目《食盡東西》。
2007年，陳繹嵐與郭子輝分居。
2014年，歐陽妙芝接受NowTV訪問時透露，陳繹嵐疑與香港藝人黃宗澤相戀。

## 廣告
- 和記電訊
- Glycel
- 香港渣打銀行
- 周生生珠寶
- Fancl Mco卸粧液
- Dermes （页面存档备份，存于）
- Nail Nail
- Clarins

## 電影
- 2006年 《超班寶寶》
- 2006年 《純白的聲音》 飾 電影演員

## 電視劇
- 2007年 《森之愛情》第七集《十五年的約會》飾 陳家嘉
- 2008年 《野蠻奶奶大戰戈師奶》飾 Eunis

## 電視節目
- 2006年 食盡東西 (TVB)
- 2016年 View (ViuTV)
- 2017年 匯智營商 (ViuTV)
- 2020年 對比時尚2020 (ViuTV)
- 2023年 2023香港小姐競選 終極面試 (TVB)

## 出版書籍
- 2003年 《Eunis美的經驗》
- 2005年 《Eye Of Eunis》
- 2007年 《陳嘉容星級靚湯》

## 曾參與之品牌時裝展
- Yves Saint-Laurent
- Chanel
- Anteprima（英语：Anteprima）
- Moschino
- Feragamo
- Giorgio Armani
- Prada
- Gucci
- Cerruti（英语：Cerruti）
- Gianni Versace
- Christian Dior
- Fendi
- Max Mara
- DKNY
- MARC JACOBS

## 外部連結
- 陳繹嵐的Facebook專頁
- 陳繹嵐的Instagram帳戶

1. ↑  陳栢宇. . 香港01. 2020-04-10.
2. ↑  
文國駿、馬建華,"同情黃佩霞遭遇 妙芝數臭楊崢　搞散人頭家"[],蘋果日報,2014年2月20日